# Liam Gillick

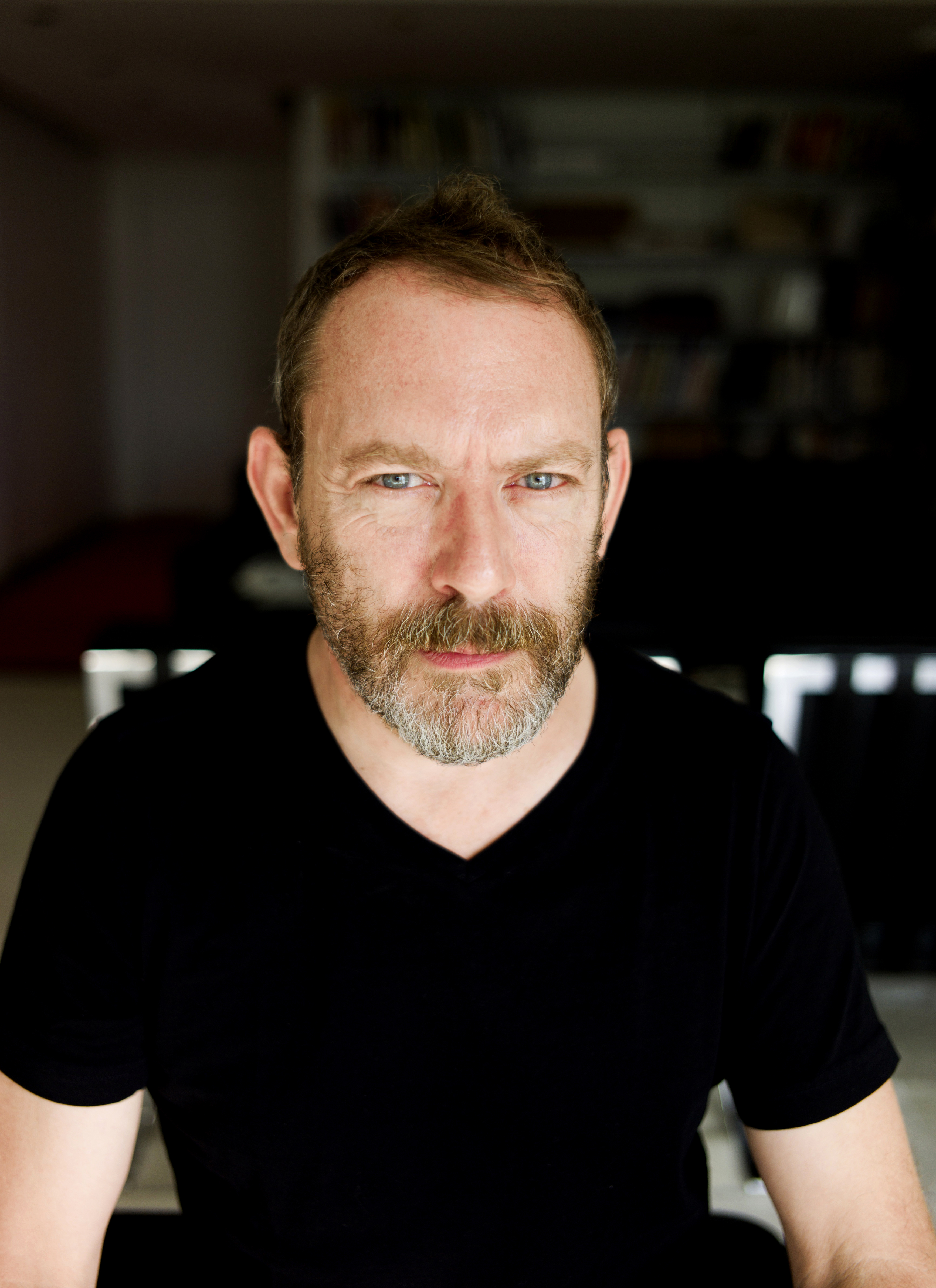
Liam Gillick (2017)

Liam Gillick (* 1964 in Aylesbury/Buckinghamshire) ist ein britischer Bildhauer und Objektkünstler.

## Leben und Werk
Liam Gillick studierte von 1983 bis 1984 am Hertfordshire College of Art und 1984 bis 1987 am Goldsmith College in London unter anderen bei Michael Craig-Martin.
Das Werk Gillicks umfasst eine Vielzahl von künstlerischen Ausdrucksformen: er ist Objektkünstler, Maler, Kurator, Kritiker und komponiert Filmmusik. Seine raumfüllenden Architekturen greifen minimalistische Konzepte auf. Er arbeitet z. B. mit schmalen Regalkonstruktionen und leuchtend-bunten Raumteilern und benutzt dabei farbiges Plexiglas, MDF-Platten und Aluminiumschienen. Gillick verfügt auch über ein umfangreiches publizistisches Werk, das Essays, Kritiken, fiktionale Texte und theaterähnliche Szenarien umfasst.
Zu Beginn der 90er Jahre beschäftigte sich Gillick mit den Medien und dem politischen Tagesgeschäft. Gemeinsam mit dem Künstler Henry Bond besuchte er für die Documents Series Pressekonferenzen, sammelte dabei Pressematerial ein und dokumentierte die Ereignisse.
Das umfangreiche Werk des Künstlers wurde erstmals von 2007 bis 2010 unter retrospektiven Gesichtspunkten gezeigt. Die eigenständig kuratierten Ausstellungsteile unter dem Titel Three Perspectives and a Short Scenario waren 2007 im Witte de With, Rotterdam, 2008 in der Kunsthalle Zürich und dem Kunstverein München sowie 2009/2010 im Museum of Contemporary Art (Chicago) zu sehen. Ebenfalls 2009 gestaltete Gillick den Deutschen Pavillon auf der 53. Biennale Venedig, der von Nicolaus Schafhausen kuratiert wurde. Die Ausstellung unter dem Titel How are you going to behave? – A kitchen cat speaks wurde in der deutschen Presse kritisch diskutiert. In der Neuaufstellung der Küche in der Bundeskunsthalle in Bonn im Jahre 2010 sprach die Katze deutsch.
2002 war er für den Turnerpreis nominiert, 2008 für den Vincent Award der „Broere Charitable Foundation“, Amsterdam. Gillick ist mit der Malerin und Filmemacherin Sarah Morris verheiratet, das Paar hat einen Sohn.

## Zitat
„Meine Arbeit erfordert eine kritische Rezeption, die differenzierte Gedanken, aber auch Skepsis generiert. Ich verstehe diese Methode als anhaltenden Dialog, der eher die Frage nach Produktion als nach bloßer Repräsentation aufwirft. Ich arbeite in der Kluft zwischen Moderne und modernistischem Selbstbewußtsein. Mein Werk ist dabei sowohl abhängig vom Zufall als auch individuell gekennzeichnet.“

## Ausstellungen
- 1995 Documenta X, Kassel
- 1999 Frankfurter Kunstverein, Frankfurt am Main, David
- 2000 Westfälischer Kunstverein, Münster, consulation filter
- 2001 Tate Britain, London (England), Annlee You Proposes
- 2002 Whitechapel Art Gallery, London, The Wood Way
- 2003 Museum of Modern Art, New York, NYProjects 79: Liam Gillick, Literally
- 2005 Palais de Tokyo, Paris, A short text on the possibility of creating an economy of equivalence
- 2007 Städtische Galerie im Lenbachhaus, München, Rhythmus 21 - Positionen des Abstrakten
- 2007 Witte de With Center for Contemporary Art, Rotterdam, Three Perspectives and a short scenario anschließend: Kunsthalle Zürich, Kunstverein München und Museum of Contemporary Art (Chicago)
- 2008 Stedelijk Museum, Amsterdam (Vincent Award, zusammen mit Francis Alÿs, Deimantas Narkevicius und Rebecca Warren)
- 2009 Deutscher Pavillon auf der 53. Biennale Venedig (kuratiert von Nicolaus Schafhausen)
- 2009/2010 Künstler im Fokus, Einzelausstellung Executive Two Litre GXL im Museum für angewandte Kunst, MAK Wien
- 2010 Kunst- und Ausstellungshalle der Bundesrepublik Deutschland, Bonn, Retrospektive Ein langer Spaziergang...Zwei kurze Stege
- 2011 Irish Museum of Modern Art, Dublin, Liam Gillick: A Game of War Structure
- 2014 Le Magasin, Grenoble, Liam Gillick - De 199C À 199D

## Werke in öffentlichen Sammlungen
- Neues Museum Weserburg, Bremen
- Zentrum für Kunst und Medientechnologie, Karlsruhe
- Städtische Galerie im Lenbachhaus, München
- Tate Gallery, London (England)
- Kunstmuseum Wolfsburg

## Öffentliche Projekte
- 1999 BIC Technologiezentrum, Leipzig
- 2002 Dekabank, Frankfurt, Applied Discussion Platform
- 2003–2004 Headache, phone card, soda, donuts, stereo, Great Portland Street Underground station, London
- 2004 museum in progress, Rolling Boards, Wien
- 2007 Lufthansa Aviation Center, Frankfurt am Main

## Veröffentlichung
- mit Marc Godfrey und Hans Ulrich Obrist: Anri Sala, Phaidon Verlag, London/Berlin 2006. ISBN 0-7148-4527-2.